# HD38719
HD38719 — хімічно пекулярна зоря спектрального класу A0, що має видиму зоряну величину в смузі V приблизно  7,5.
Вона  розташована на відстані близько 746,4 світлових років від Сонця.

## Пекулярний хімічний вміст
Зоряна атмосфера HD38719 має підвищений вміст 
Cr
.